# Inner Wheel Club
International Inner Wheel (en català: la roda interna internacional), és una de les majors organitzacions femenines de servei voluntari del món. L'organització manté una presència activa en més de 103 paises i té més de 103.000 membres repartits en 3.895 clubs. Inner Wheel té un comitè executiu de 5 membres electes, que exerceix les funcions d'una junta directiva. La roda interna internacional (en anglès: International Inner Wheel) és una organització internacional que va ser fundada en l'any 1924 per unir a les esposes i a les filles dels Rotaris.